# Nizami Ganjavi
Nizami Ganjavi (în persană نظامی گنجوی, romanizat: Niẓāmī Ganjavī, lit. „Niẓāmī din Ganja ”) (c. 1141-1209), Nizami Ganje'i, Nizami sau Nezāmi, al cărui nume formal era Jamal ad-Dīn Abū Muḥammad Ilyās ibn-Yūsuf ibn-Zakkī, fost un persan din secolul al XII-lea poet sunnit musulman. Nezāmi este considerat cel mai mare poet epic romantic dinLiteratura persană, care a adus un stil colocvial și realist epopeii persane. Moștenirea sa este larg apreciată și împărtășită de Afganistan, Azerbaidjan, Iran, regiunea Kurdistan și Tadjikistan.

## Viață
Numele său personal a fost Ilyas, iar numele său ales a fost Nezami (scris și ca Nizami sau Neẓāmi). S-a născut într-un mediu urban în Ganja (imperiul Seljuq, acum Azerbaidjan) și se crede că și-a petrecut toată viața în Caucazul de Sud. Potrivit lui De Blois, Ganja era un oraș care la acea vreme avea predominant o populație iraniană. Istoricul armean Kirakos Gandzaketsi (c. 1200 - 1271) menționează că: „Acest oraș a fost dens populat cu iranieni și un număr mic de creștini”. Deoarece Nezami nu a fost poet de curte, el nu apare în analele dinastiilor. În consecință, se cunosc puține fapte despre viața lui Nezami, singura sursă fiind propria sa lucrare, care nu oferă prea multe informații despre viața sa personală.

## Educație
Nezami nu a fost un filosof în sensul lui Avicenna sau un expozant al sufismului teoretic în sensul lui Ibn 'Arabi. Cu toate acestea, este considerat un filozof și gnostic care stăpânea diferite domenii ale gândurilor islamice pe care le-a sintetizat într-un mod care aduce în minte tradițiile înțelepților de mai târziu, precum Qutb al-Din Shirazi. 
Adesea menționat cu titlul onorific de Hakim („Înțeleptul”), Nezami este atât un poet cult, cât și un maestru al unui stil liric și senzual. Despre educația prodigioasă a lui Nezami nu există nicio îndoială. Se aștepta ca poeții să cunoască multe subiecte; dar Nezami pare să fi fost excepțional. Poeziile sale arată că i că era nu numape deplin familiarizat cu literaturile arabe și persane și cu tradițiile populare și locale orale și scrise, dar cunoștea și domenii atât de diverse precum matematica, astronomia, astrologia, alchimia, medicina, botanica, exegeză coranică, teoria islamică și sharia, mituri și legende iraniene, istoria, etica, filosofia și gândirea ezoterică, muzica și arte vizuale. Caracterul său puternic, sensibilitatea socială și cunoașterea înregistrărilor istorice orale și scrise, precum și bogata sa moștenire culturală persană, dau naștere unui nou standard literar. Fiind un produs al culturii persane din acea vreme, el a creat nu numai o punte între Iranul pre-islamic și islamic, ci și între Iran și întreaga lume antică.

## Opera
Principala operă poetică a lui Nezami este cunoscută sub numele de Khamseh (Cvintetul sau Panj Ganj, پنج گنج, „Cinci comori”) cuprinde cinci scrieri: un poem didactic ce conține anecdote morale și mistice, și patru romane inspirate din istorie și legende.
- Makhzan al-Asrar (Comoara misterelor) (1165) مخزن الاسرار
- Khosrow va Shirin (Kosro și Șirin) (1175) خسرو و شیرین
- Leily va Majnun (Leyla și Majnun) (1188) لیلی و مجنون
- Haft Peykar (Șapte frumoase / Șapte idolițe) sau Bahram-e Gur (1191) هفت پیکر / بهرام نامه
- Eskandar-Nameh (Cronica lui Alexandru cel Mare) (1198) اسکندر نامه

Prima dintre aceste poezii, Makhzan-ol-Asrâr, a fost influențată de opera Grădina adevărului a lui Sanai (d. 1131). Celelalte patru poezii sunt romanțe medievale. Khosrow și Shirin, Bahram-e Gur și Alexandru cel Mare, care au toate episoade dedicate lor și în Shahnameh al lui Ferdowsi, apar din nou aici în centrul a trei dintre cele patru poezii narative ale lui Nezami. Aventura îndrăgostiților Leyla și Majnun este subiectul celei de-a doua dintre cele patru romanțe ale sale și este derivată din surse arabe. În toate aceste cazuri, Nezami a refăcut într-un mod substanțial materialul din sursele sale. 

### Alte opere
Doar un mic corpus din poezia sa lirică persană, în principal qasīdah („ode”) și ghazal („gazeluri”) au supraviețuit. Zece dintre catrenele sale au fost, de asemenea, înregistrate în antologia Nozhat al-Majales (care a fost compilată în jurul anului 1250) de Jamal Khalil Shirvani, împreună cu alți 23 de poeți din Ganja. 

## Influențe și moștenire
În cultura persană, influența operei lui Nezāmi asupra dezvoltării ulterioare a literaturii persane a fost enormă și Khamseh a devenit un model care a fost imitat în poezia persană ulterioară (și, de asemenea, în alte literaturi islamice). Moștenirea lui Nezami se face simțită pe scară largă în lumea islamică, iar poezia sa a influențat dezvoltarea poeziei persane, arabe, turcești, kurde și urdu, printre multe altele.
În miniatură persană, poveștile din poeziile lui Nezami, alături de cele din Shahnameh, Cartea regilor a lui Ferdowsi, au fost cele mai frecvent ilustrate opere literare. Potrivit Encyclopædia Britannica: Nezami este admirat în țările vorbitoare de persană pentru originalitatea și claritatea stilului său, deși dragostea sa de limbaj pentru sine și pentru învățarea filosofică și științifică îi face munca dificilă pentru cititorul mediu. Nezami și-a compus versurile în persană și Enciclopedii occidentale precum Enciclopedia Islamului, Encyclopædia Iranica, Encyclopædia Britannica și orientaliști din multe țări îl consideră pe Nezami ca un poet persan semnificativ și îl prizintă ca fiind cel mai mare exponent al poeziei epice romantice din literatura persană. 